# Aeroportul Internațional Fort McMurray
Aeroportul Internațional Fort McMurray (IATA: YMM, ICAO: CYMM) este un aeroport din Alberta, Canada ce deservește zona Wood Buffalo. Aeroportul a fost tranzitat în 2023 de 367.627 de pasageri.
Situat la o altitudine de 369 m, aeroportul dispune de 1 pistă.

## Infrastructură

### Piste
Aeroportul dispune de o singură pistă. Pista 07/25 are suprafața de asfalt. 